# Srebrne sny
'"Srebrne sny"- utwór zespołu pochodzący z debiutanckiej płyty IRA wydanej w grudniu 1989 roku. Został zamieszczony na siódmej pozycji na krążku, trwa 3 minuty i 27 sekund i jest najkrótszym utworem znajdującym się na płycie.
Brzmienie utworu jest zachowane w ostrym rockowym klimacie, posiada także melodyjną gitarową solówkę. Kompozytorem utworu był gitarzysta Kuba Płucisz, tekst napisali wspólnie Artur Gadowski oraz Andrzej Senar. Także i ten utwór był nagrany już wcześniej (podobnie jak i niektóre utwory z płyty), bo w kwietniu 1989 roku w warszawskim studiu S-4 pod okiem Jarosława Regulskiego. Utwór był grany podczas trasy promującej płytę IRA, oraz na koncertach zespołu po byłym ZSRR na przełomie kwietnia i maja 1990 roku. Nie odniósł jednak żadnego znaczącego sukcesu i podobnie jak i inne utwory od bardzo dawana nie jest w ogóle grany na koncertach grupy.

## Muzycy
- Artur Gadowski – śpiew, chórki
- Wojtek Owczarek – perkusja, chór
- Kuba Płucisz – gitara
- Dariusz Grudzień – gitara basowa, chór
- Tomasz Bracichowicz – instrumenty klawiszowe